# Bjørn I. Bisserup

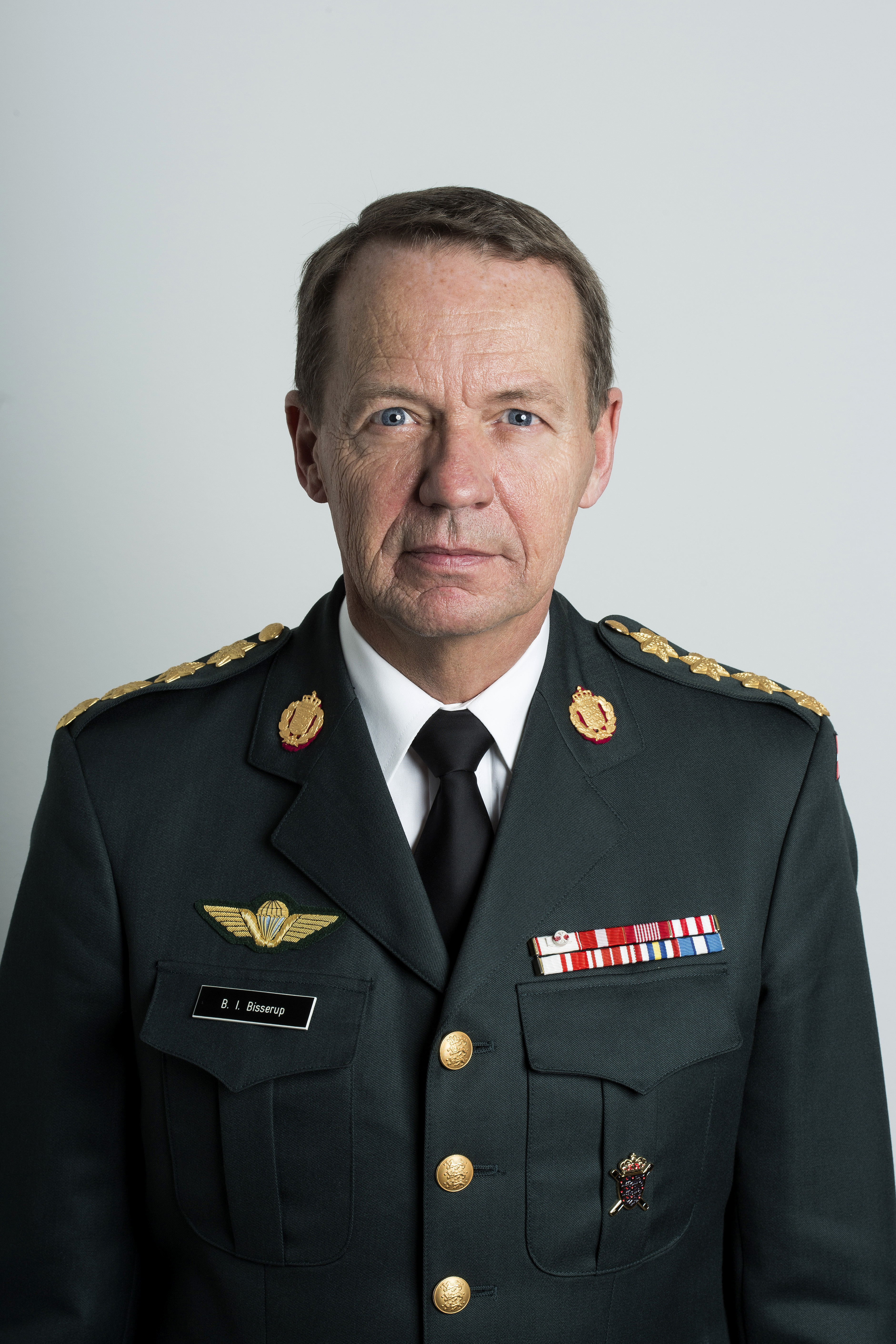
Bjørn I. Bisserup (2017)

Bjørn Ingemann Bisserup (* 13. April 1960 in Kopenhagen) ist ein dänischer General und war von 2017 bis 2020 Befehlshaber der dänischen Streitkräfte.

## Leben

### Militärische Laufbahn
Nach dem Abschluss der Offiziersausbildung wurde Bjørn Bisserup von 1985 bis 1989 und 1990 bis 1994 beim Danske Livregiment eingesetzt. Anschließend diente er, u. a. im dänischen Verteidigungsministerium (dänisch Forsvarsministeriet), auf verschiedene Posten als Stabsoffizier. Im Jahr 2000 wurde er zum Oberstleutnant befördert und war bis 2002, als Bataillonskommandant, bei der Kongelige Livgarde. Ab 2003 war er auf verschiedenen Posten im Verteidigungsministerium und an der Spitze der dänischen Armee tätig. Im Rahmen dieser Aufgaben wurde Bisserup 2004 zum Oberst und innerhalb des Jahres 2008 zweimal, zunächst zum Generalmajor und später zum Generalleutnant, befördert.
Am 10. Januar 2017 wurde er, als Nachfolger von Peter Bartram, zum militärischen Befehlshaber der dänischen Streitkräfte (Forsvarschefen) ernannt und in diesem Zusammenhang zum General befördert. Am 1. Dezember 2020 wurde er auf diesem Posten von Flemming Lentfer abgelöst.